# アンドレ・テレス
アンドレ・アントニオ・ロザリオ・テレス（André António Rosário Teles 、1997年4月6日 - ）は、ポルトガル・フンシャル出身のプロサッカー選手。マリティモB所属。ポジションは、ミッドフィールダー。

## 来歴
2013年5月18日、カンペオナート・デ・ポルトゥガルのカマーシャ戦でプロデビューを果たした。